# Canton d'Auzances
Le canton d'Auzances est une circonscription électorale française située dans le département de la Creuse et la région Nouvelle-Aquitaine.
À la suite du redécoupage cantonal de 2014, les limites territoriales du canton sont remaniées. Le nombre de communes du canton passe de 12 à 35.

## Histoire
Le canton d'Auzances a été créé en 1790.
Un nouveau découpage territorial de la Creuse entre en vigueur à l'occasion des élections départementales de mars 2015, défini par le décret du 17 février 2014, en application des lois du 17 mai 2013 (loi organique 2013-402 et loi 2013-403). Les conseillers départementaux sont, à compter de ces élections, élus au scrutin majoritaire binominal mixte. Les électeurs de chaque canton élisent au Conseil départemental, nouvelle appellation du Conseil général, deux membres de sexe différent, qui se présentent en binôme de candidats. Les conseillers départementaux sont élus pour 6 ans au scrutin binominal majoritaire à deux tours, l'accès au second tour nécessitant 12,5 % des inscrits au 1er tour. En outre la totalité des conseillers départementaux est renouvelée. Ce nouveau mode de scrutin nécessite un redécoupage des cantons dont le nombre est divisé par deux avec arrondi à l'unité impaire supérieure si ce nombre n'est pas entier impair, assorti de conditions de seuils minimaux. Dans la Creuse, le nombre de cantons passe ainsi de 27 à 15. Le nombre de communes du canton d'Auzances passe de 12 à 35.
Le nouveau canton d'Auzances est formé de communes des anciens cantons d'Auzances (12 communes), de Crocq (14 communes), de La Courtine (9 communes). Le canton est entièrement inclus dans l'arrondissement d'Aubusson. Le bureau centralisateur est situé à Auzances.

## Géographie
Ce canton est organisé autour d'Auzances dans l'arrondissement d'Aubusson. Son altitude varie de 390 m (Charron) à 776 m (Chard) pour une altitude moyenne de 603 m.

## Représentation

### Conseillers généraux de 1833 à 2015
| Période      | Période          | Identité                                                                      | Étiquette    | Qualité                                                                                     |
| ------------ | ---------------- | ----------------------------------------------------------------------------- | ------------ | ------------------------------------------------------------------------------------------- |
| 1833         | 1835 (démission) | Antoine Charles Etienne Paul Comte puis Marquis de La Roche-Aymon (1772-1849) |              | Propriétaire à Mainsat Pair de France Lieutenant-Général Inspecteur général de la cavalerie |
| 1835         | 1845             | Joseph Amable Vallaynet-Mazeau (1791-1882)                                    |              | Notaire à Auzances Adjoint au maire de Dontreix, conseiller d'arrondissement                |
| 1845         | 1848             | Antoine Charles Etienne Paul Comte puis Marquis de La Roche-Aymon             |              | Propriétaire à Mainsat Pair de France Lieutenant-Général Inspecteur général de la cavalerie |
| 1848         | 1871             | Louis Marie Dumont (fils)                                                     |              | Magistrat substitut au Puy puis conseiller à la Cour d'Appel d'Aix-en-Provence              |
| 1871         | 1886 (décès)     | Sébastien Raymon                                                              | Républicain  | Propriétaire et Maire de Rougnat                                                            |
| 1886         | 1892             | Charles Depoux                                                                | Droite       | Notaire à Auzances                                                                          |
| 1892         | 1904 (décès)     | Pierre Alexandre Mazeron                                                      | Rad.         | Maire d'Auzances (1873-1877, 1878-1904), conseiller d'arrondissement                        |
| 1904         | 1909 (décès)     | Adrien Duméry                                                                 | Rad.         | Instituteur, conseiller d'arrondissement (1892-1904), maire d'Arfeuille-Chatain             |
| 1909         | 1920 (décès)     | Pierre Pacaud                                                                 | Rad.         | Maire d'Auzances                                                                            |
| 27 juin 1920 | 1940             | Jean-Baptiste Duvert                                                          | Rad.         | Agriculteur Maire de Sermur                                                                 |
|              |                  |                                                                               |              |                                                                                             |
| 1945         | 1959 (décès)     | René Jany                                                                     | Rad.-RGR     | Médecin Maire d'Auzances (1944-1959) Suppléant du député Olivier de Pierrebourg (1958-1962) |
| 1959         | 1979             | Fernand Gory                                                                  | Rad. puis PS | Dentiste - Maire d'Auzances (1959-1989), député suppléant d'André Chandernagor (1962-1978)  |
| 1979         | 1992             | Yves Parry                                                                    | DVD          | Médecin à Auzances                                                                          |
| 1992         | 2004             | André Vénuat                                                                  | PS           | Ingénieur divisionnaire des TPE Maire d'Auzances (1989-2014)                                |
| 2004         | 2015             | Valérie Simonet                                                               | UMP          | Infirmière libérale Maire de Bussière-Nouvelle (2008-2015) Députée suppléante jusqu'en 2012 |

### Conseillers d'arrondissement (de 1833 à 1940)
| Période                                  | Période          | Identité                        | Étiquette   | Qualité |
| ---------------------------------------- | ---------------- | ------------------------------- | ----------- | --- |
| 1833                                     | 1835             | Joseph Amable Vallaynet-Mazeau  |             | Notaire à Auzances                                                                                          |
| 1835                                     | 1845             | Gilbert-Louis Dequeyraux        |             | Maire de Rougnat                                                                                            |
| 1845                                     | 1848             | François Debeaulieu (1788-1852) |             | Avocat, notaire, maire d'Auzances                                                                           |
|                                          |                  |                                 |             | |
| 1871                                     | 1892 (démission) | Pierre Alexandre Mazeron        | Républicain | Médecin - Maire d'Auzances                                                                                  |
| 1892                                     | 1904             | Adrien Duméry                   | Radical     | Instituteur, maire d'Arfeuille-Chatain                                                                      |
|                                          |                  |                                 |             | |
| 1931                                     | 1940             | Armand Vernède                  | Radical     | Propriétaire à Dontreix                                                                                     |
| 1940                                     |                  |                                 |             | Les conseils d'arrondissement ont été suspendus par la loi du 12 octobre 1940 et n'ont jamais été réactivés |
| Les données manquantes sont à compléter. |                  |                                 |             | |

### Conseillers départementaux après 2015
| Période élective | Période élective | Mandat | Mandat   | Identité        | Nuance | Nuance | Qualité |
| ---------------- | ---------------- | ------ | -------- | --------------- | ------ | ------ | --- |
| 2015             | 2021             | 2015   | 2021     | Jérémie Sauty   |        | LR     | Conseiller en gestion de patrimoine, diplômé de sciences politiques, La Courtine                                                                 |
| 2015             | 2021             | 2015   | 2021     | Valérie Simonet |        | LR     | Infirmière libérale Maire de Bussière-Nouvelle (2008-2015), conseillère municipale depuis 2015 Présidente du Conseil départemental (depuis 2015) |
| 2021             | 2028             | 2021   | en cours | Jérémie Sauty   |        | LR     | Conseiller sortant, secrétaire départemental de LR                                                                                               |
| 2021             | 2028             | 2021   | en cours | Valérie Simonet |        | LR     | Présidente du conseil départemental |

### Résultats détaillés

#### Élections de mars 2015
À l'issue du 1er tour des élections départementales de 2015, deux binômes sont en ballotage : Philippe Breuil et Françoise Simon (Union de la Gauche, 44,15 %) et Jérémie Sauty et Valérie Simonet (UMP, 43,77 %). Le taux de participation est de 63,21 % (4 386 votants sur 6 939 inscrits) contre 58,65 % au niveau départemental et 50,17 % au niveau national.
Au second tour, Jérémie Sauty et Valérie Simonet (UMP) sont élus avec 51,59 % des suffrages exprimés et un taux de participation de 68,44 % (2 335 voix pour 4 749 votants et 6 939 inscrits).

#### Élections de juin 2021
Le premier tour des élections départementales de 2021 est marqué par un très faible taux de participation (33,26 % au niveau national). Dans le canton d'Auzances, ce taux de participation est de 46,14 % (2 990 votants sur 6 480 inscrits) contre 39,51 % au niveau départemental. À l'issue de ce premier tour,  le binôme constitué de Jérémie Sauty et Valérie Simonet (DVD , 80,85 %), est élu avec 80,85 % des suffrages exprimés.

## Composition

### Composition avant 2015
Le canton d'Auzances regroupait douze communes.
| Nom                  | Code Insee | Codepostal | Superficie (km2) | Population (dernière pop. légale) | Densité (hab./km2) |
| -------------------- | ---------- | ---------- | ---------------- | --------------------------------- | ------------------ |
| Auzances (chef-lieu) | 23013      | 23700      | 7,08             | 1 300 (2012)                      | 184                |
| Brousse              | 23034      | 23700      | 3,63             | 24 (2012)                         | 6,6                |
| Bussière-Nouvelle    | 23037      | 23700      | 8,52             | 105 (2012)                        | 12                 |
| Chard                | 23053      | 23700      | 14,12            | 203 (2012)                        | 14                 |
| Charron              | 23054      | 23700      | 30,11            | 218 (2012)                        | 7,2                |
| Châtelard            | 23055      | 23700      | 2,42             | 32 (2012)                         | 13                 |
| Le Compas            | 23066      | 23700      | 16,54            | 209 (2012)                        | 13                 |
| Dontreix             | 23073      | 23700      | 47,45            | 393 (2012)                        | 8,3                |
| Lioux-les-Monges     | 23110      | 23700      | 7,32             | 52 (2012)                         | 7,1                |
| Les Mars             | 23123      | 23700      | 12,90            | 196 (2012)                        | 15                 |
| Rougnat              | 23164      | 23700      | 41,01            | 524 (2012)                        | 13                 |
| Sermur               | 23171      | 23700      | 19,50            | 120 (2012)                        | 6,2                |

### Composition à partir de 2015
Le nouveau canton d'Auzances comprend trente-cinq communes entières.
| Nom                              | Code Insee | Intercommunalité                     | Superficie (km2) | Population (dernière pop. légale) | Densité (hab./km2) | Modifier                                    |
| -------------------------------- | ---------- | ------------------------------------ | ---------------- | --------------------------------- | ------------------ | ------------------------------------------- |
| Auzances (bureau centralisateur) | 23013      | CC Marche et Combraille en Aquitaine | 7,08             | 1 153 (2022)                      | 163                | modifier les données · modifier les données |
| Basville                         | 23017      | CC Marche et Combraille en Aquitaine | 22,57            | 167 (2022)                        | 7,4                | modifier les données · modifier les données |
| Beissat                          | 23019      | CC Haute-Corrèze Communauté          | 14,49            | 30 (2022)                         | 2,1                | modifier les données · modifier les données |
| Brousse                          | 23034      | CC Marche et Combraille en Aquitaine | 3,63             | 31 (2022)                         | 8,5                | modifier les données · modifier les données |
| Bussière-Nouvelle                | 23037      | CC Marche et Combraille en Aquitaine | 8,52             | 75 (2022)                         | 8,8                | modifier les données · modifier les données |
| Chard                            | 23053      | CC Marche et Combraille en Aquitaine | 14,12            | 206 (2022)                        | 15                 | modifier les données · modifier les données |
| Charron                          | 23054      | CC Marche et Combraille en Aquitaine | 30,11            | 194 (2022)                        | 6,4                | modifier les données · modifier les données |
| Châtelard                        | 23055      | CC Marche et Combraille en Aquitaine | 2,42             | 29 (2022)                         | 12                 | modifier les données · modifier les données |
| Clairavaux                       | 23063      | CC Haute-Corrèze Communauté          | 27,55            | 151 (2022)                        | 5,5                | modifier les données · modifier les données |
| Le Compas                        | 23066      | CC Marche et Combraille en Aquitaine | 16,54            | 192 (2022)                        | 12                 | modifier les données · modifier les données |
| La Courtine                      | 23067      | CC Haute-Corrèze Communauté          | 41,42            | 737 (2022)                        | 18                 | modifier les données · modifier les données |
| Crocq                            | 23069      | CC Marche et Combraille en Aquitaine | 14,16            | 389 (2022)                        | 27                 | modifier les données · modifier les données |
| Dontreix                         | 23073      | CC Marche et Combraille en Aquitaine | 47,45            | 405 (2022)                        | 8,5                | modifier les données · modifier les données |
| Flayat                           | 23081      | CC Marche et Combraille en Aquitaine | 43,53            | 300 (2022)                        | 6,9                | modifier les données · modifier les données |
| Lioux-les-Monges                 | 23110      | CC Marche et Combraille en Aquitaine | 7,32             | 55 (2022)                         | 7,5                | modifier les données · modifier les données |
| Magnat-l'Étrange                 | 23115      | CC Haute-Corrèze Communauté          | 25,87            | 240 (2022)                        | 9,3                | modifier les données · modifier les données |
| Malleret                         | 23119      | CC Haute-Corrèze Communauté          | 11,80            | 43 (2022)                         | 3,6                | modifier les données · modifier les données |
| Les Mars                         | 23123      | CC Marche et Combraille en Aquitaine | 12,90            | 181 (2022)                        | 14                 | modifier les données · modifier les données |
| Le Mas-d'Artige                  | 23125      | CC Haute-Corrèze Communauté          | 16,21            | 94 (2022)                         | 5,8                | modifier les données · modifier les données |
| La Mazière-aux-Bons-Hommes       | 23129      | CC Marche et Combraille en Aquitaine | 10,24            | 56 (2022)                         | 5,5                | modifier les données · modifier les données |
| Mérinchal                        | 23131      | CC Marche et Combraille en Aquitaine | 45,45            | 661 (2022)                        | 15                 | modifier les données · modifier les données |
| Pontcharraud                     | 23156      | CC Marche et Combraille en Aquitaine | 9,56             | 83 (2022)                         | 8,7                | modifier les données · modifier les données |
| Rougnat                          | 23164      | CC Marche et Combraille en Aquitaine | 41,01            | 474 (2022)                        | 12                 | modifier les données · modifier les données |
| Saint-Agnant-près-Crocq          | 23178      | CC Marche et Combraille en Aquitaine | 25,51            | 186 (2022)                        | 7,3                | modifier les données · modifier les données |
| Saint-Bard                       | 23184      | CC Marche et Combraille en Aquitaine | 9,36             | 95 (2022)                         | 10                 | modifier les données · modifier les données |
| Saint-Georges-Nigremont          | 23198      | CC Marche et Combraille en Aquitaine | 18,59            | 145 (2022)                        | 7,8                | modifier les données · modifier les données |
| Saint-Martial-le-Vieux           | 23215      | CC Haute-Corrèze Communauté          | 22,22            | 151 (2022)                        | 6,8                | modifier les données · modifier les données |
| Saint-Maurice-près-Crocq         | 23218      | CC Marche et Combraille en Aquitaine | 14,10            | 100 (2022)                        | 7,1                | modifier les données · modifier les données |
| Saint-Merd-la-Breuille           | 23221      | CC Haute-Corrèze Communauté          | 40,19            | 195 (2022)                        | 4,9                | modifier les données · modifier les données |
| Saint-Oradoux-de-Chirouze        | 23224      | CC Haute-Corrèze Communauté          | 28,58            | 71 (2022)                         | 2,5                | modifier les données · modifier les données |
| Saint-Oradoux-près-Crocq         | 23225      | CC Marche et Combraille en Aquitaine | 13,36            | 109 (2022)                        | 8,2                | modifier les données · modifier les données |
| Saint-Pardoux-d'Arnet            | 23226      | CC Marche et Combraille en Aquitaine | 16,44            | 164 (2022)                        | 10,0               | modifier les données · modifier les données |
| Sermur                           | 23171      | CC Marche et Combraille en Aquitaine | 19,50            | 103 (2022)                        | 5,3                | modifier les données · modifier les données |
| La Villeneuve                    | 23265      | CC Marche et Combraille en Aquitaine | 4,45             | 45 (2022)                         | 10                 | modifier les données · modifier les données |
| La Villetelle                    | 23266      | CC Creuse Grand Sud                  | 16,14            | 166 (2022)                        | 10                 | modifier les données · modifier les données |
| Canton d'Auzances                | 2303       |                                      | 702,39           | 7 476 (2022)                      | 11                 | modifier les données                        |

## Démographie

### Démographie avant 2015
| 1962  | 1968  | 1975  | 1982  | 1990  | 1999  | 2006  | 2011  | 2012  |
| ----- | ----- | ----- | ----- | ----- | ----- | ----- | ----- | ----- |
| 5 520 | 5 193 | 4 809 | 4 465 | 3 956 | 3 496 | 3 499 | 3 417 | 3 376 |

### Démographie depuis 2015
En 2022, le canton comptait 7 476 habitants, en évolution de −4,19 % par rapport à 2016 (Creuse : −3,32 %, France hors Mayotte : +2,11 %).
| 2013  | 2018  | 2022  |
| ----- | ----- | ----- |
| 7 860 | 7 767 | 7 476 |